# Creative Director
Creative Director (kurz CD; deutsch Kreativdirektor bzw. kreativer Leiter) ist eine nicht geschützte Funktionsbezeichnung, die in den unterschiedlichen Zweigen der Kreativwirtschaft Anwendung findet, aber auch in anderen Bereichen wie etwa Mode- und Produktdesign. Ein Chief Creative Officer (CCO) ist der ranghöchste Manager der Kreativabteilung innerhalb eines Unternehmens.
Die konkrete Funktion und hierarchische Position innerhalb des Unternehmens kann aufgrund der stark unterschiedlichen Verwendung des Begriffs nicht mehr eindeutig definiert werden. Es wird im Folgenden zwischen Creative Director in der Kommunikationsbranche und Creative Director in der Unterhaltungsindustrie unterschieden.

## Kommunikation & Werbung
Ursprünglich gab es in einer Werbeagentur jeweils nur einen Creative Director (in Deutschland auch: „Kreativ-Direktor“). Als Kreativ-Leiter verantwortete er alle schöpferischen Tätigkeiten der Agentur und stand dem Agenturbereich „Kreation“, also allen Textern, Konzeptionern, Grafikern, Illustratoren, Layoutern, DTPlern usw., vor. Ein solcher CD war bzw. ist – gemäß der Bedeutung von „director“ im Englischen – Mitglied der Geschäftsführung oder dieser direkt unterstellt.
Heute besitzen größere Agenturen häufig mehrere Creative Directors, um dem Kunden in jedem Projekt einen CD präsentieren zu können. In diesem Sinne ist ein CD kein Kreativleiter der gesamten Agentur, sondern Leiter eines Kreativ-Teams, mitunter auch nur der Kreativ-Verantwortliche des konkreten Projektes. Dies führt allerdings zu dem Problem, wie angesichts dessen der Gesamt-Kreativleiter der Agentur bezeichnet werden soll. Im Gebrauch sind unter anderem: Chief of Creation, GF (=Geschäftsführer) Kreation, Executive Creative Director oder Head Of Creation.
Ebenfalls häufig anzutreffen ist die Regelung, einen „Creative Director (Text)“ und einen „Creative Director (Art)“ auszuweisen. In diesem Fall wäre der „CD (Text)“ für Text und Konzeption, der „CD (Art)“ für die visuelle Gestaltung verantwortlich.
Sowohl die Kombination CD (Text) + CD (Art) als auch die Kombination CD (Text) + AD kommen sowohl auf der Ebene der gesamten Agentur, als auch auf Team- oder Projektebene vor.

## Unterhaltungsindustrie
Typische Aufgabengebiete eines Creative Directors in der Unterhaltungsindustrie umfassen das Erstellen von Kreativkonzepten, Evaluation und Präsentation von Entwürfen, beratende Funktion in Design-Fragen und oft die Leitung einer ganzen Design-Abteilung. In der Werbebranche ist er das Bindeglied zwischen dem Kunden und der Firma, in der Unterhaltungsindustrie vermittelt er zwischen Künstlern und Technikern. In jedem Fall ist er die letzte Instanz und die verantwortliche Person mit den meisten Befugnissen, wenn es um den (künstlerischen) Aspekt einer Produktion geht.